# Walter Sachs (Autor)
Walter Sachs (* 9. Dezember 1901 in Traisen (Niederösterreich); † 5. März 1985 in Lilienfeld) war ein österreichischer Schriftsteller und Lehrer.

## Leben
Sachs besuchte die Privatbürgerschule in Wilhelmsburg und absolvierte anschließend das Lehrerseminar in St. Pölten. Er wirkte als Lehrer bzw. Schuldirektor von 1920 bis 1962 an der Schule in Traisen mit kurzen Unterbrechungen, während derer er als Lehrer in St. Veit und St. Aegyd unterrichtete. 1973 wurde ihm der Titel eines Professors verliehen.
Sachs verfasste Naturlyrik und Prosa, von 1921 bis 1991 schrieb er 22 Bücher.
Sachs war unter anderem befreundet mit Wilhelm Szabo und dem Komponisten Johann Sengstschmid, der vier Gedichte von Sachs in seinem Liederzyklus Auftrag und Inbild vertonte („Die Kerze“, „Schlüsselblumen“, „Die Pflaume“ sowie „Einer Rose“) und ihm sein Klavierstück „Gruß an Walter Sachs“ widmete.
An seinem Wohnhaus am Rathausplatz 1 in Traisen wurde eine Ehrentafel angebracht.
Walter Sachs war mit Marianne Sachs verheiratet.

## Auszeichnungen
- 1935: Julius-Reich-Preis der Universität Wien[3]
- 1963: Jakob-Prandtauer-Preis der Stadt St. Pölten
- 1963: Kultur-(Würdigungs-)Preis des Landes Niederösterreich
- 1967: Förderungspreis des Theodor Körner Stiftungsfonds
- 1973: Verleihung des Titels Professor

## Werke (Auswahl)
Lyrik
- Zwischen Wäldern und Schloten. Gedichte. Krystall-Verlag, Wien 1933.
- Der Wintergast. Ausgewählte Gedichte. Brüder Hollinek, Wien 1956.
- Der Karneol. Gedichte. Brüder Hollinek, Wien 1960.
- Spätherbst. Lyrik. Verlag Jugend und Volk, München 1969.
- Brückenbogen. Lyrik aus fünf Jahrzehnten. Verlag Niederösterreichisches Presshaus, St. Pölten/Wien 1976, ISBN 3-85326-431-X.
- Pinselstriche. Bilder, Sprüche und Gedichte. Grasl, Baden bei Wien 1981.
- Im Nebel der Zeit. Gedichte und Sprüche. Verlag Niederösterreichisches Pressehaus, St. Pölten/Wien 1984, ISBN 3-85326-690-8.

Prosa
- Bewahrte Landschaft. Mit Holzschnitten von Franz Traunfellner. Verlag Buchgemeinschaft Heimatland, Krems a. d. Donau 1957.
- Erdrauch. Verlag Buchgemeinschaft Heimatland, Krems/Wien 1962.
- Der Sammler. Heimatlandverlag, Krems 1966.
- Winterwirklichkeit. Berger, Horn 1980, ISBN 3-85028-070-5.
- Späte Prosa. Hrsg. von Alois Eder, Ed. Limes, St. Pölten 1991, ISBN 3-901159-02-9.